# 키르코프

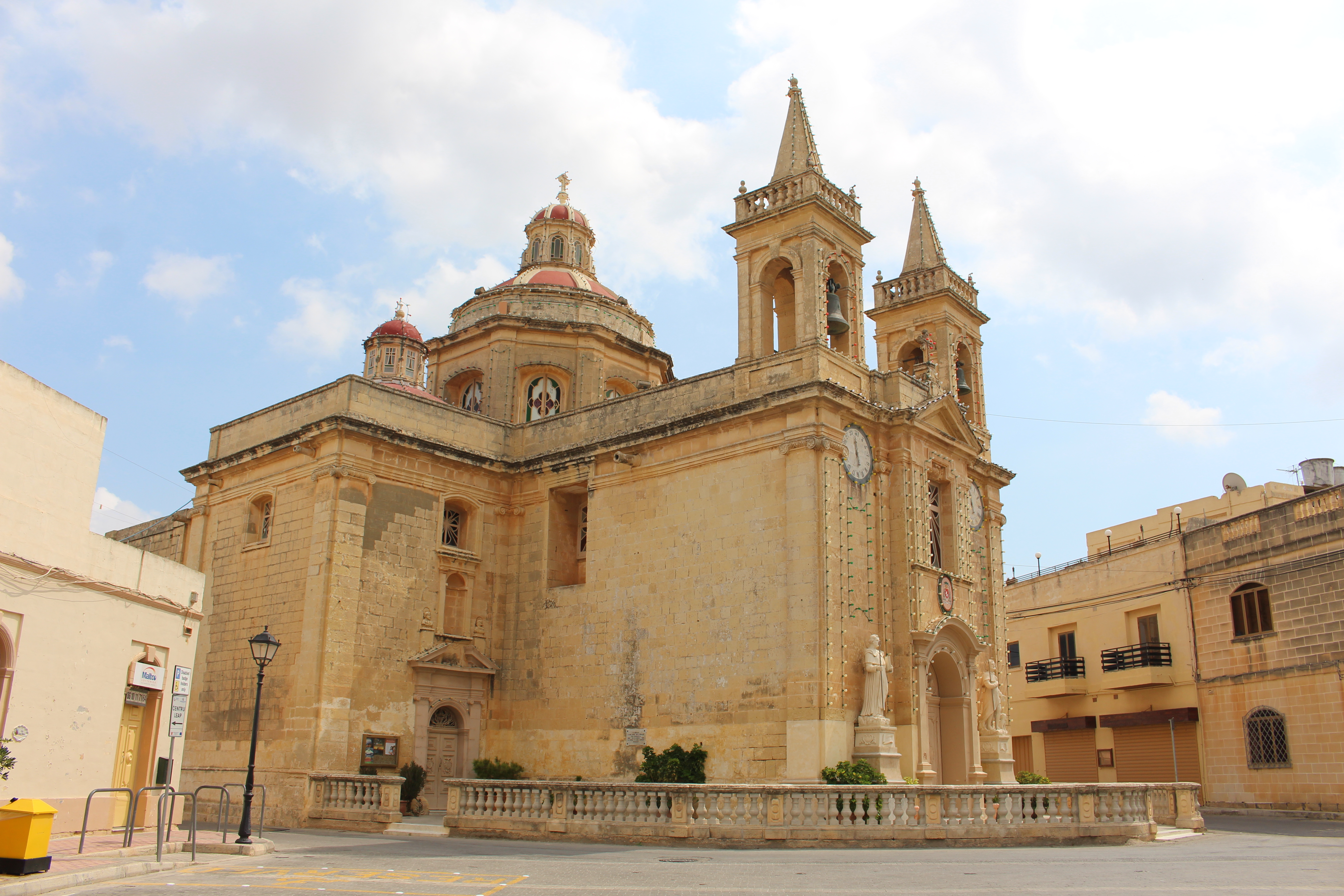
키르코프 교구 교회

키르코프의 위치

키르코프(몰타어: Kirkop)는 몰타 남부에 위치한 도시로 면적은 1.1km2, 인구는 2,260명(2011년 3월 기준), 인구 밀도는 2,100명/km2이다.

시기
시 문장